# La Chapelle-Saint-Aubert

La Chapelle-Saint-Aubert este o comună în departamentul Ille-et-Vilaine, Franța. În 1 ianuarie 2022 avea o populație de 468 de locuitori.